# Veľká nad Ipľom
Veľká nad Ipľom (węg. Vilke) – wieś (obec) na Słowacji położona w kraju bańskobystrzyckim, w powiecie Łuczeniec. Pierwsze wzmianki o miejscowości pochodzą z roku 1238. 
Według danych z dnia 31 grudnia 2012, wieś zamieszkiwały 952 osoby, w tym 498 kobiet i 454 mężczyzn.
W 2001 roku rozkład populacji względem narodowości i przynależności etnicznej wyglądał następująco:
- Słowacy – 44,71%
- Czesi – 0,44%
- Polacy – 0,22%
- Romowie – 3,63%
- Węgrzy – 50,99%

Ze względu na wyznawaną religię struktura mieszkańców kształtowała się w 2001 roku następująco:
- Katolicy rzymscy – 83,48%
- Grekokatolicy – 0,88%
- Ewangelicy – 7,38%
- Ateiści – 4,74%
- Przedstawiciele innych wyznań – 0,22%
- Nie podano – 0,33%